# Liste der Monuments historiques in Cursan
Die Liste der Monuments historiques in Cursan führt die Monuments historiques in der französischen Gemeinde Cursan auf.

## Liste der Objekte
| Bezeichnung                | Beschreibung                              | Standort                | Kennzeichnung | Schutzstatus | Datum | Bild |
| -------------------------- | ----------------------------------------- | ----------------------- | ------------- | ------------ | ----- | ---- |
| Skulptur Christus am Kreuz | Holz, bemalt, Anfang des 16. Jahrhunderts | in der Kirche St-Michel | PM33001483    | Inscrit      | 1981  |      |
| Skulptur Madonna mit Kind  | Stein, bemalt, 16. Jahrhundert            | in der Kirche St-Michel | PM33000486    | Classé       | 1971  |      |